# Cahagnes
Cahagnes (ka.aɲⓘ) es una población y comuna francesa, situada en la región de Baja Normandía, departamento de Calvados, en el distrito de Vire y cantón de Aunay-sur-Odon.

## Demografía
| 1059 | 1005 | 902 | 945 | 934 | 1065 |
| Para los censos de 1962 a 1999 la población legal corresponde a la población sin duplicidades (Fuente: INSEE [Consultar]) |      |     |     |     |      |